# Grave New World
Albums de Discharge
Hear Nothing, See Nothing, Say Nothing Massacre Divine
Grave New World est le troisième album studio du groupe britannique Discharge. Sorti en 1986, il marque une profonde rupture dans la carrière du groupe, notamment en ce qui concerne son style musical. Le groupe abandonne ici ses sonorités punk hardcore pour un son proche du heavy metal, voire du glam metal. Cet album a été par la suite totalement renié par le groupe. 
Il a été réédité en format LP par le label anglais Let Them Eat Vinyl en 2016 et en format CD par le label américain Restricted Release en 2017.

## Liste des chansons de l'album
1. "Grave New World"
2. "In Love Believe"
3. "D.Y.T / A.Y.F."
4. "We Dare Speak (A Moment Only)"
5. "Time Is Kind"
6. "Sleep In Hope"
7. "The Downward Spiral"